# Nephila
Nephila constitui um gênero de aranhas. São muitas vezes chamadas de "aranhas-tecedeiras" ou tecedeiras-de-seda-dourada, e suas espécies foram no passado classificadas como parte de grupos aracniformes de morfologia similar, como Araneidae (em particular, dentro do gênero Argiope). Essas aranhas são notáveis na sofisticação de suas teias, que muitas vezes assumem uma forma "tridimensional".

## Espécies
- Nephila antipodiana (Walckenaer, 1842)
- Nephila clavata (L. Koch, 1878)
- Nephila clavipes (Linnaeus, 1767)
- Nephila comorana (Strand, 1916)
- Nephila constricta (Karsch, 1879)
- Nephila cornuta (Pallas, 1772)
- Nephila dirangensis (Biswas & Biswas, 2006)
- Nephila edulis (Labillardière, 1799)
- Nephila fenestrata (Thorell, 1859)
- Nephila inaurata (Walckenaer, 1842)
- † Nephila jurassica
- Nephila komaci (Kuntner & Coddington, 2009)
- Nephila kuhlii (Doleschall, 1859)
- Nephila laurinae (Thorell, 1881)
- Nephila pakistaniensis (Ghafoor & Beg, 2002)
- Nephila pilipes (Fabricius, 1793)
- Nephila plumipes (Latreille, 1804)
- Nephila robusta Tikader, 1962)
- Nephila senegalensis (Walckenaer, 1842)
- Nephila sexpunctata (Giebel, 1867)
- Nephila sumptuosa (Gerstäcker, 1873)
- Nephila tetragnathoides (Walckenaer, 1842)
- Nephila turneri (Blackwall, 1833)
- Nephila vitiana (Walckenaer, 1847)